# Maider Tellería
Maider Tellería Goñi (San Sebastián, 14 juli 1973) is een Spaans hockeyster.
Tellería nam viermaal deel aan de Olympische Spelen En werd met de Spaanse ploeg in 1992 in eigen land olympisch kampioen.

## Erelijst
- 1991 - 6e Champions Trophy Berlijn
- 1992 –  Olympische Spelen in Barcelona
- 1994 – 5e Wereldkampioenschap in Dublin[1]
- 1995 -  Europees kampioenschap in Amstelveen
- 1996 – 8e Olympische Spelen in Atlanta
- 1999 - 5e Europees kampioenschap in Keulen
- 2000 – 4e Olympische Spelen in Sydney
- 2001 - 6e Champions Trophy Amstelveen
- 2002 - 8e Wereldkampioenschap in Perth
- 2004 – 10e Olympische Spelen in Athene